# Јанг Ђен
Јанг Ђен (пинјин: Yang Jian; Луџоу, 10. јун 1994) елитни је кинески скакач у воду. Његова примарна дисциплина су појединачни и синхронизовани скокови са торња са висине од 10 метара. 
Међународну каријеру започео је током 2011. године и од тада је углавном наступао на турнирима светске гран-при серије. Године 2012. учестовао је на светском јуниорском првенству где је у појединачним скоковима са торња у категорији дечака од 16 до 18 година освојио сребрну медаљу. 
Први наступ на светским првенствима забележио је у Казању 2015. где се такмичио у појединачним скоковима са торња (у финалу је заузео 10. место). Две године касније, на светском првенству у Будимпешти 2017. такође се такмичио у појединачним скоковима са торња и тада је освојио бронзану медаљу са 656,15 бодова, што му је највећи успех у каријери ван такмичења светског купа и светског гран-прија. 